# Jan Dołgowicz
Jan Dołgowicz (Katowice, Polonia, 21 de diciembre de 1954) es un deportista polaco retirado especialista en lucha grecorromana donde llegó a ser subcampeón olímpico en Moscú 1980.

## Carrera deportiva
En los Juegos Olímpicos de 1980 celebrados en Moscú ganó la medalla de plata en lucha grecorromana de pesos de hasta 82 kg, tras el luchador soviético Gennadi Korban (oro) y por delante del búlgaro Pavel Pavlov (bronce).